# Lorenzago di Cadore
Lorenzago di Cadore é uma comuna italiana da região do Vêneto, província de Belluno, com cerca de 576 habitantes. Estende-se por uma área de 27 km², tendo uma densidade populacional de 21 hab/km². Faz fronteira com Domegge di Cadore, Forni di Sopra (UD), Lozzo di Cadore, Vigo di Cadore.

## Demografia
| Variação demográfica do município entre 1861 e 2011                               |
|                                                                                   |
| Fonte: Istituto Nazionale di Statistica (ISTAT) - Elaboração gráfica da Wikipedia |